# Разве Люцина девушка?
Разве Люцина девушка? (пол. Czy Lucyna to dziewczyna?) — польский чёрно-белый художественный фильм, комедия 1934 года.

## Сюжет
После учёбы за границей, получив диплом инженера, дочь богатого предпринимателя Бортновского — Люцина, возвращается на родину. Отец отказывает дочери в трудоустройстве на своем предприятии. Тогда Люцина, переодевшись в мужской наряд, поступает на работу техником-помощником инженера Стефана Жарновского. Со временем между сотрудниками «мужчинами» завязывается дружба. Однако после некоторого времени совместной работы, Люцина чувствует, что полюбила своего начальника. 

## В ролях
- Ядвига Смосарская — Люцина Бортновская или Юлиан Квятковский
- Евгениуш Бодо — Стефан Жарновский, инженер
- Зыгмунт Хмелевский — председатель Павел Бортновский, отец Люцины
- Мечислава Цвиклиньская — графиня Рената Черминьская, тётя Люцины
- Зофья Чаплиньская — Малгося, няня Люцины
- Владислав Грабовский — барон Амадей Мария де Витз
- Казимера Скальская — Туня Жмиевская, невеста Стефана
- Мечислав Милецкий — посетитель ресторана
- Павел Оверлло — Браун, директор фабрики Бортновского
- Чеслав Сконечны — пьяный в ресторане "Eldorado"